# Babylónská astrologie

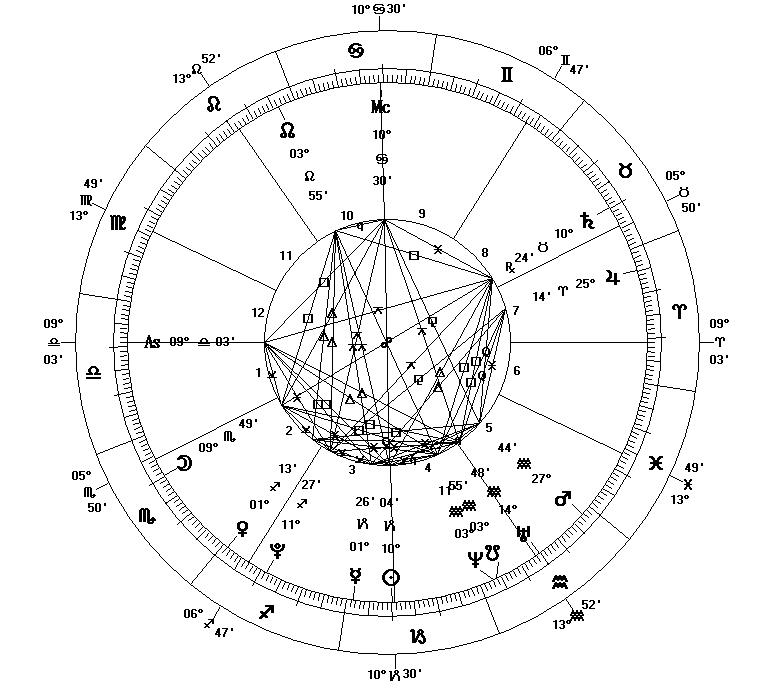
Babylónská astrologická tabulka

Babylónská astrologie je historicky jednou z prvních astrologických tradic vzniklá v oblasti Mezopotámie. Její kořeny sahají zhruba do 2. tisíciletí př. n. l.

## Historie
Astrologie v Babylónu a starověkém Sumeru tvořila nedílnou součást tehdejších náboženských kultů. Babylónský astrologický systém používal lunární kalendář a pracoval s pěti postavami babylónských bohů (Marduk, Ištar, Ninib, Nabu, Nergal). Tato božstva byla později identifikována s helénským pantheonem, potažmo s pěti ze sedmi klasickými astrologickými planetami (k nim je nutné připočíst ještě „světla“ - Slunce a měsíc). 
| Jupiter | Marduk |
| Venuše  | Ištar  |
| Saturn  | Ninib  |
| Merkur  | Nabu   |
| Mars    | Nergal |

Do dnešních dní se dochovaly zlomky babylónských nábožensko-věšteckých textů, zvaných omen („znamení“), z nichž mnohé mají astrologické náměty (jiné se ovšem zabývají např. i věštěním z vnitřností obětních zvířat).
Babylónští kněží-astrologové jsou považováni za první, kdo rozdělili roční pouť Slunce zvěrokruhem mezi dvanáct souhvězdí, či spíše astrologická znamení po 30°. Irský astrolog Cyril Fagan, který se zabýval historií starověkých astrologických nauk, došel k závěru, že prvotní babylónské zvěrokruhy ovšem neznají znamení Berana. Začínaly znamením Býka, v jehož souhvězdí se tehdy nacházel jarní bod a byly vždy siderické a ekvální. Dokazoval také, že egyptská astrologie je pravděpodobně ještě starší, než tradice babylónská.
Babylónským astrologům je také připisováno sestavení prvních nativních horoskopů. Nejstarší dochovaný horoskop narození je diagram z r. 410 př. n. l. Jedná se o horoskop syna babylónského panovníka Šuma Usa, který se narodil 29. dubna 410 př. n. l.: „Nissanu, v noci čtrnáctého, syn Šuma Usa, Šumu Iddina, se narodil. V té době byla Luna pod klepetem Štíra, Jupiter v Rybách, Venuše v Býku, Saturn v Raku, Mars v Blížencích. Merkur nebyl viditelný. Věci jsou pro něj příznivé.“